# 土屋勝裕
土屋 勝裕（つちや かつひろ、1970年 - ）は日本のテレビドラマ・映画のプロデューサー。元NHK職員。東京都生まれ。東京大学教養学部アメリカ地域文化専攻。

## 来歴
- 1994年NHKに入局し、ドラマ番組部配属。
- 1998年連続テレビ小説『ひまわり』で初演出[1]。
- 1996年から2000年までNHK名古屋局勤務。
- 2000年から2010年までNHKドラマ番組部勤務。
- 2010年から2013年まで再びNHK名古屋局勤務。
- 2013年から2023年までNHKにて ドラマ番組部やコンテンツ開発、編成局に勤務。
- 2023年NHK退職。
- 2023年5月から、株式会社TOKYO ROCK STUDIO[2]の顧問を務める。
- また令和4年度・5年度の東京都の「歴史・文化を軸にした東京の魅力発信に係る懇談会」の委員を務めた[3]。

## 担当作品

### テレビドラマ

#### 2020年
- 連続テレビ小説『エール』 - 制作統括
- 国際共同制作『路〜台湾エクスプレス〜』 - 制作統括
- 国際共同制作『太陽の子』 - 制作統括

#### 2019年
- 国際共同制作『37セカンズ』 - シニアプロデューサー
- 『家康、江戸を建てる』 - 制作統括
- 『大岡越前スペシャル 〜親子をつなぐ名裁き〜』 - 制作統括
- 『小吉の女房』 - 制作統括
- 『大富豪同心』 - 制作統括

#### 2018年
- 『風雲児たち 〜蘭学革命（れぼりゅうし）篇』 - 制作統括
- 『スニッファー 嗅覚捜査官スペシャル』 - 制作統括
- 『鳴門秘帖』 - 制作統括
- 『フェイクニュース あるいはどこか遠くの戦争の話』 - 制作統括
- 『ぬけまいる〜女三人伊勢参り』 - 制作統括
- 『アシガールSP 〜超時空ラブコメ再び〜』 - 制作統括

#### 2017年
- 『女の中にいる他人』 - 制作統括
- 『絆〜走れ奇跡の子馬〜』 - 制作統括
- 『ブランケット・キャッツ』 - 制作統括
- 『オー・ルーシー!』 - 制作統括
- 『アシガール』 - 制作統括
- 『赤ひげ』 - 制作統括
- 『コンデラタロウ』 - 制作統括

#### 2016年
- 『隠れ菊』 - 制作統括

#### 2015年
- 大河ドラマ『花燃ゆ』 - 制作統括

#### 2013年
- 『父の花、咲く春〜岐阜・長良川幇間物語〜』 - 制作統括
- 『恐竜せんせい』 - 制作統括
- 『はじまりの歌』 - 制作統括
- 『太陽の罠』 - 制作統括

#### 2012年
- 『家で死ぬということ』 - 制作統括
- 『ヤアになる日〜鳥羽・答志島パラダイス〜』 - 制作統括
- 『恋するハエ女』 - 制作統括

#### 2011年
- 『恋するキムチ』 - 制作統括
- 『真珠湾からの帰還 〜軍神と捕虜第一号〜』 - 制作統括
- 『港町相撲ボーイズ』 - 制作統括

#### 2010年
- 大河ドラマ『龍馬伝』 - プロデューサー
- 『心の糸』 - 制作統括

#### 2006年 以前
- 『氷壁』 - 演出
- 連続テレビ小説『天花』 - 演出
- 『楽園のつくりかた』 - 演出
- 大河ドラマ『利家とまつ〜加賀百万石物語〜』 - 演出
- 『素敵にライバル』 - 演出
- 『しあわせ色写真館』 - 演出

### 映画
- 『太陽の子』(2021年)
- 『37セカンズ』(2019年)
- 『オー・ルーシー!』(2017年)

## 受賞歴（作品）
- 連続テレビ小説『エール』(2021年) - 第29回橋田賞[4]
- 大河ドラマ『龍馬伝』（2010年) - 東京ドラマアウォード2010優秀賞、2011年エランドール賞作品賞、第1回ロケーションジャパン大賞、第37回放送文化基金賞優秀賞（番組部門テレビドラマ番組）、チームワーク・オブ・ザ・イヤー（ロジカルチームワーク委員会主催）選出
- 『楽園のつくりかた』(2003年) - 平成15年文化庁芸術祭テレビドラマの部 優秀賞[5]

## 受賞歴（個人）
- 連続テレビ小説『エール』(2021年) - 第45回 エランドール賞 （プロデューサー賞）[6]